# Вадуреле (Александру Чел Бун)
Вадуреле (рум. Vădurele) насеље је у Румунији у округу Њамц у општини Александру Чел Бун. Oпштина се налази на надморској висини од 361 m.

## Становништво
Према подацима из 2002. године у насељу је живело 1131 становника, од којих су сви румунске националности.